# Ernst Seger
Ernst Seger (ur. 19 września 1868 w Nowej Rudzie, zm. 12 sierpnia 1939 w Berlinie) – niemiecki rzeźbiarz.
Ernst Seger ukończył gimnazjum w Nysie. W latach 1884–1886 studiował we Wrocławskiej Szkole Sztuki, później w Paryżu. Od 1894 mieszkał w Berlinie. Autor niezachowanych pomników publicznych w Nysie, Kłodzku i Świdnicy. Spośród jego dzieł zachowały się rzeźby stanowiące alegorie walki i zwycięstwa zdobiące fontannę z 1905 na wrocławskim placu Jana Pawła II oraz rzeźby w grobowcach rodzin Rose i Nave na cmentarzu w Nowej Rudzie.

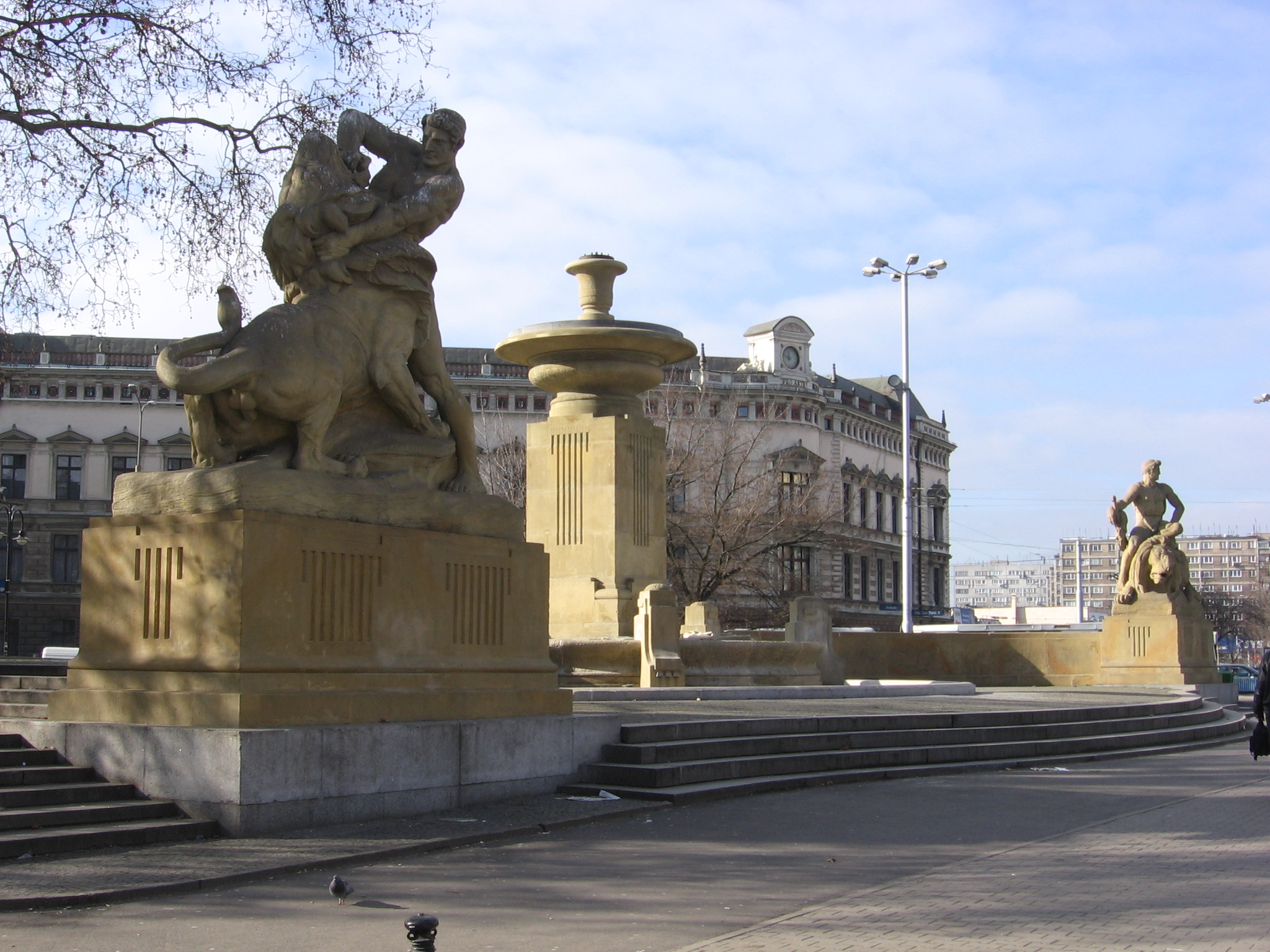
Ernst Seger Walka i Zwycięstwo, Wrocław
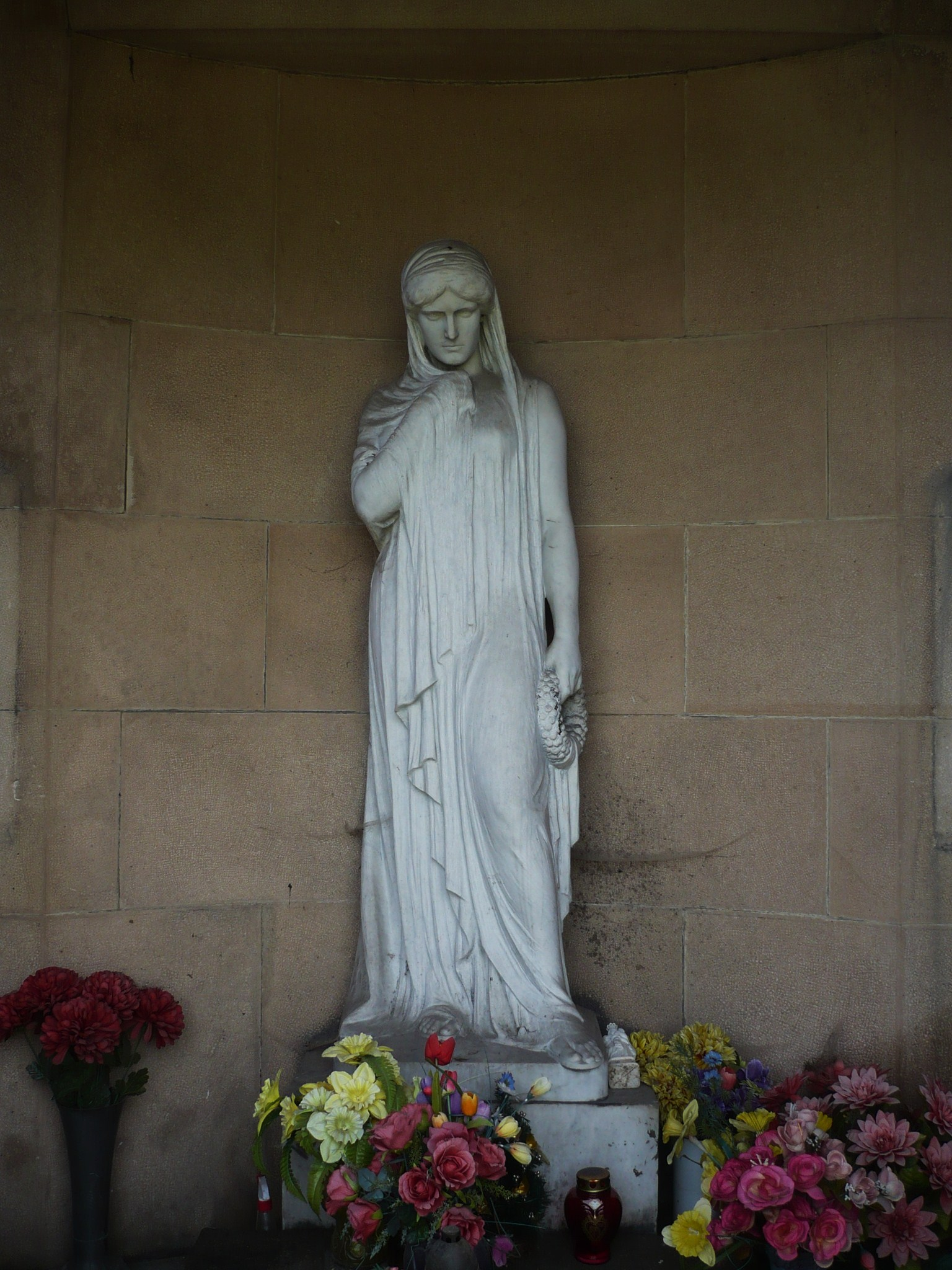
Ernst Seger Anioł, grobowiec Rose, 1908
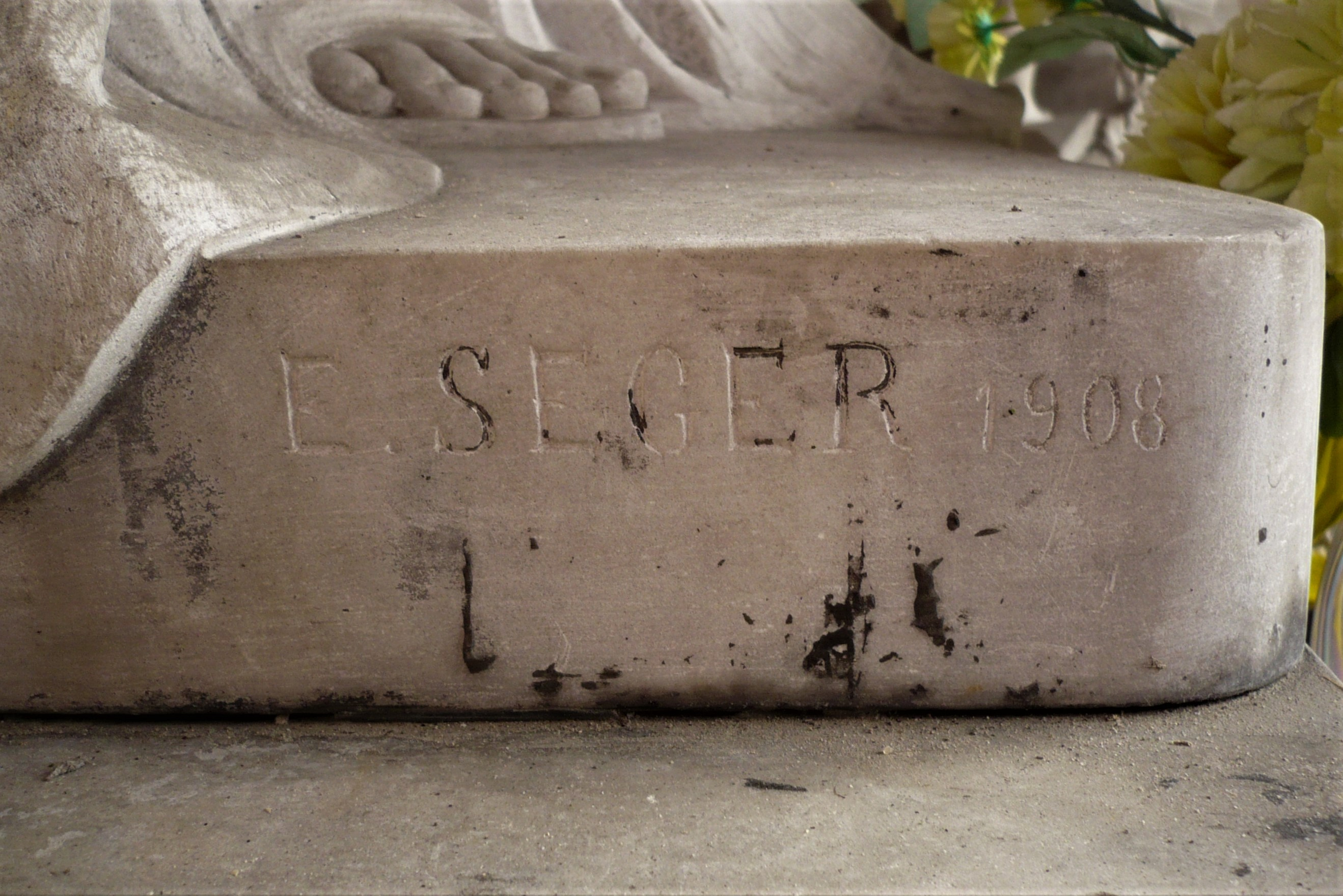
Rzeźba Anioł, podpis autora
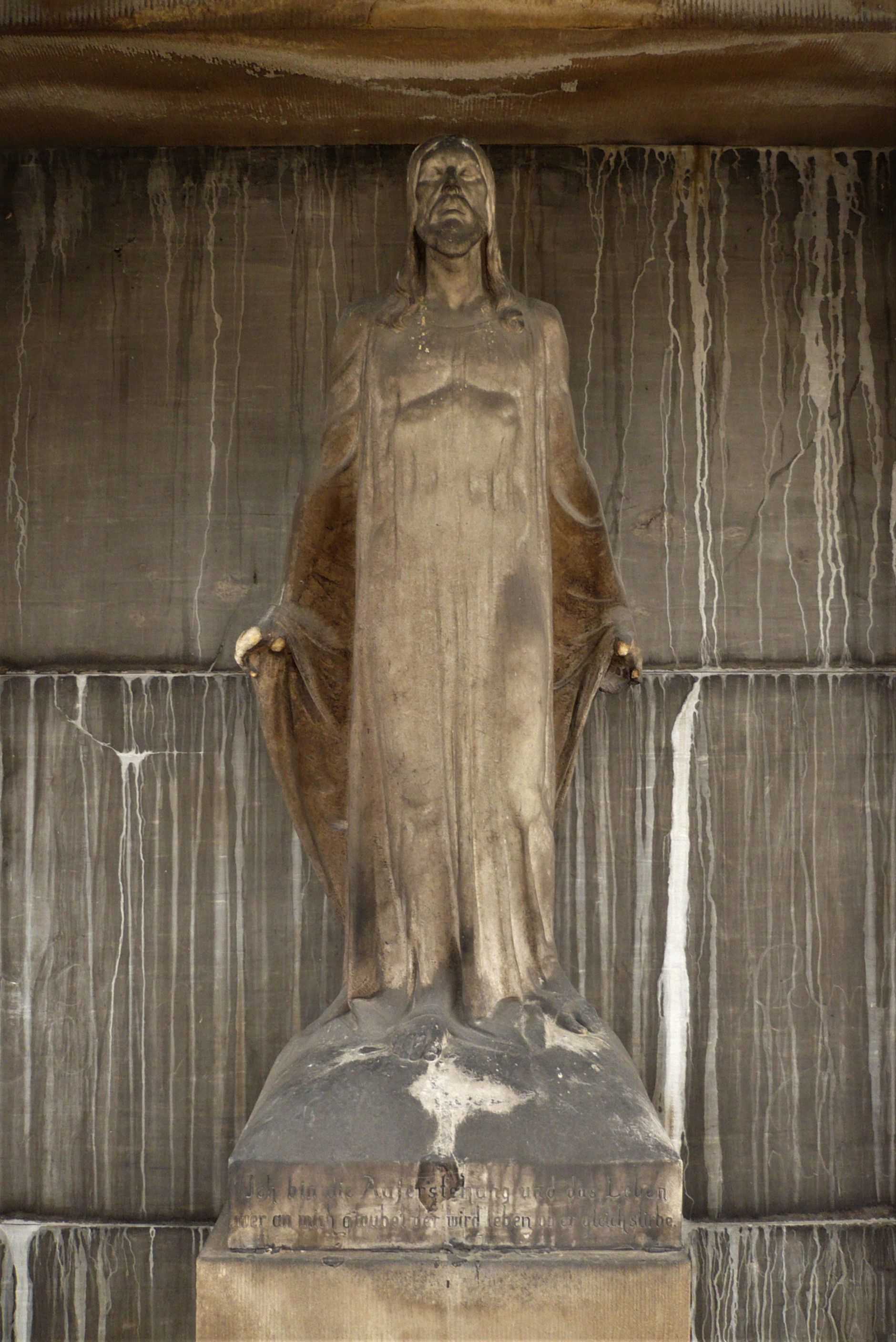
Ernst Seger Jezus, grobowiec Nave, 1908
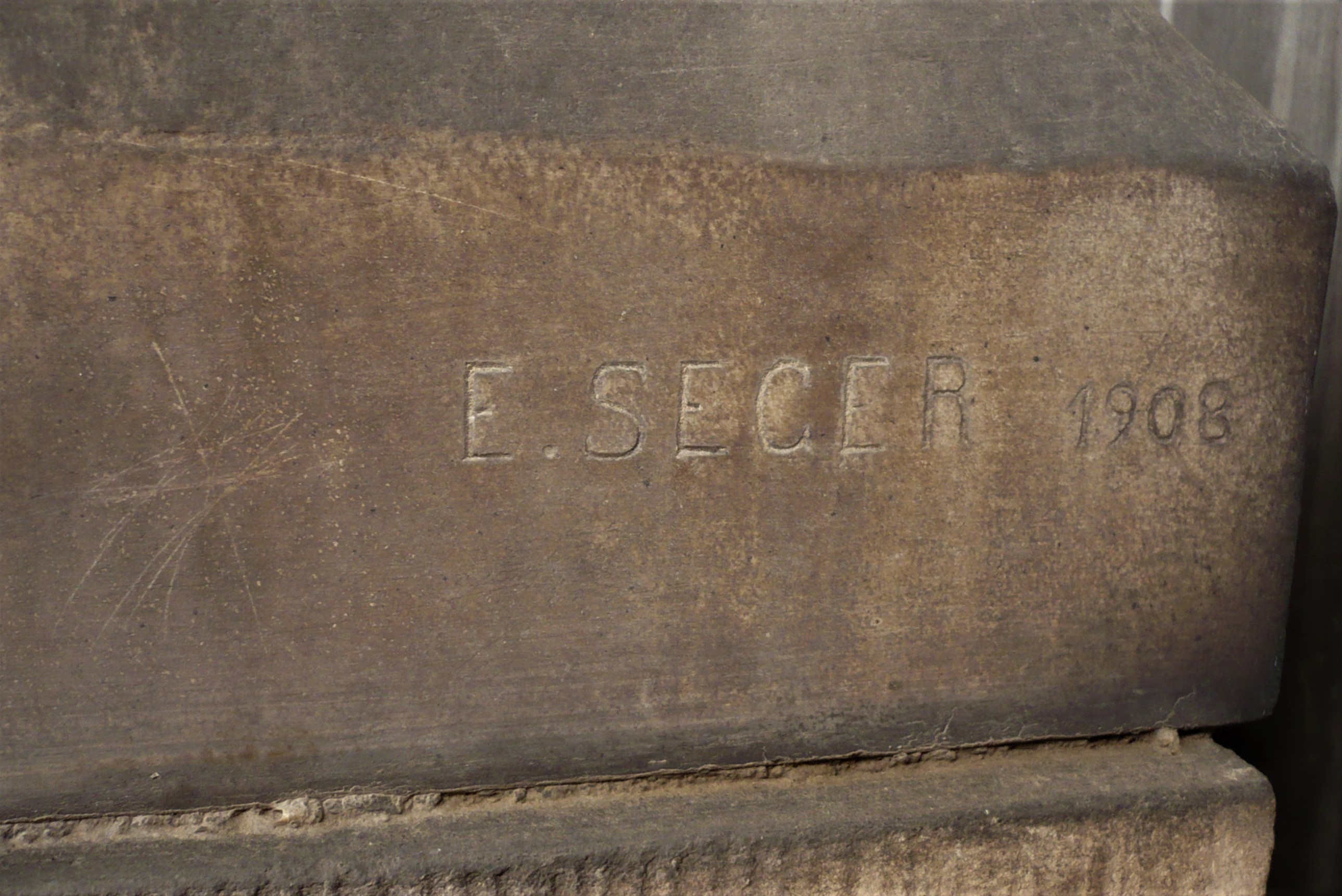
Rzeźba Jezus, podpis autora